# Улдуз (станція метро)
40°21′00″ пн. ш. 49°50′00″ сх. д. / 40.35000° пн. ш. 49.83333° сх. д.
«Улдуз» (азерб. Ulduz) — станція першої лінії Бакинського метрополітену між станціями «Наріман Наріманов» та «Кероглу». На станції «Улдуз» відбувається розгалуження лінії — одна гілка прямує до станцій «Ічері-Шехер», «Мемар Аджемі» (основний напрямок), друга — до станції «Бакміл» і далі до електродепо «Наріман Наріманов». 

## Історія
Станція введена в експлуатацію 5 травня 1970 року у складі дільниці «Наріман Наріманоа» — «Улдуз».
28 жовтня 1995 року станція «Улдуз» набула печальної слави коли між нею та станцією «Наріман Наріманов» трапмлася пожежа у 1995 році, що стала найбільшою аварією Бакинського метрополітену, а також найбільшим за числом жертв інцидентом в історії всіх метрополітенів світу .

## Характеристика
Архітектура двох вестибюлів станції скромна. Стіни і стовпи обох вестибюлів оздоблені узбецьким мармуром «газган». Підлога вестибюлів викладена гранітними плитами з вкрапленнями білого мармуру. Прорізи сходів, що ведуть з вестибюлів в зал, оздоблені мармуровими плитами. На облицюванні виконані карбуванням по міді барельєфи. На одному з таких барельєфів розроблена тема електрифікації зі словами Володимира Леніна: «Комунізм  — є радянська влада плюс електрифікація всієї країни», на іншому барельєфі — традиційна інтернаціональна дружба бакинських робітників.
Освітлення станції виконано вельми своєрідно: стеля виконана у вигляді пилкоподібних смуг завширшки 1 метр, зміщені відносно один одного, ці пилкоподібні смуги утворюють шаховий порядок у вигляді зубців «пили». Побілка стелі добре відбиває світло від ламп денного світла, вмонтованих між гранями зубців, досягнута хороша освітленість простору станції. Уздовж залу йде подвійний ряд багатогранних колон, оздоблених білим мармуром. У місцях з'єднання їх граней, вставлені смуги з анодованого алюмінію, що надає колонам стрункість. Підлога залу викладено гранітними плитами чорного і зеленуватого кольорів з вкрапленнями білого мармуру. У малюнку підлоги простежуються характерні для азербайджанських килимів візерунки. Колійні стіни оздоблені Дашкесанським мармуром і гранітом, їх цоколь — чорним гранітом.

## Технічна характеристика
Конструкція станції — колонна трипрогінна мілкого закладення.